# Meisenthal
Meisenthal és un municipi francès, situat al departament del Mosel·la i a la regió del Gran Est. L'any 2007 tenia 773 habitants.

## Demografia

### Població
El 2007 la població de fet de Meisenthal era de 773 persones. Hi havia 300 famílies, de les quals 60 eren unipersonals (28 homes vivint sols i 32 dones vivint soles), 100 parelles sense fills, 112 parelles amb fills i 28 famílies monoparentals amb fills.
La població ha evolucionat segons el següent gràfic:
Habitants censats

### Habitatges
El 2007 hi havia 362 habitatges, 304 eren l'habitatge principal de la família, 39 eren segones residències i 19 estaven desocupats. 339 eren cases i 22 eren apartaments. Dels 304 habitatges principals, 268 estaven ocupats pels seus propietaris, 26 estaven llogats i ocupats pels llogaters i 10 estaven cedits a títol gratuït; 2 tenien dues cambres, 22 en tenien tres, 56 en tenien quatre i 224 en tenien cinc o més. 245 habitatges disposaven pel capbaix d'una plaça de pàrquing. A 112 habitatges hi havia un automòbil i a 159 n'hi havia dos o més.

### Piràmide de població
La piràmide de població per edats i sexe el 2009 era:
| Homes | Edats   | Dones |
| ----- | ------- | ----- |
| 0     | 95 o +  | 0     |
| 0     | 90 a 94 | 0     |
| 4     | 85 a 89 | 0     |
| 8     | 80 a 84 | 4     |
| 4     | 75 a 79 | 28    |
| 12    | 70 a 74 | 32    |
| 12    | 65 a 69 | 20    |
| 16    | 60 a 64 | 24    |
| 16    | 55 a 59 | 28    |
| 44    | 50 a 54 | 24    |
| 28    | 45 a 49 | 32    |
| 24    | 40 a 44 | 20    |
| 28    | 35 a 39 | 36    |
| 20    | 30 a 34 | 28    |
| 24    | 25 a 29 | 32    |
| 24    | 20 a 24 | 16    |
| 28    | 15 a 19 | 16    |
| 28    | 10 a 14 | 24    |
| 20    | 5 a 9   | 12    |
| 16    | 0 a 4   | 16    |

## Economia
El 2007 la població en edat de treballar era de 516 persones, 358 eren actives i 158 eren inactives. De les 358 persones actives 323 estaven ocupades (186 homes i 137 dones) i 34 estaven aturades (8 homes i 26 dones). De les 158 persones inactives 65 estaven jubilades, 40 estaven estudiant i 53 estaven classificades com a «altres inactius».

### Ingressos
El 2009 a Meisenthal hi havia 316 unitats fiscals que integraven 780 persones, la mediana anual d'ingressos fiscals per persona era de 19.813 €.

### Activitats econòmiques
Dels 30 establiments que hi havia el 2007, 2 eren d'empreses extractives, 2 d'empreses alimentàries, 2 d'empreses de fabricació d'altres productes industrials, 5 d'empreses de construcció, 6 d'empreses de comerç i reparació d'automòbils, 3 d'empreses d'hostatgeria i restauració, 2 d'empreses financeres, 1 d'una empresa de serveis, 2 d'entitats de l'administració pública i 5 d'empreses classificades com a «altres activitats de serveis».
Dels 10 establiments de servei als particulars que hi havia el 2009, 1 era una oficina bancària, 1 taller de reparació d'automòbils i de material agrícola, 1 paleta, 2 guixaires pintors, 1 lampisteria, 1 electricista, 1 perruqueria, 1 restaurant i 1 agència immobiliària.
L'únic establiment comercial que hi havia el 2009 era una fleca.

## Equipaments sanitaris i escolars
El 2009 hi havia una escola elemental.

## Poblacions més properes
El següent diagrama mostra les poblacions més properes.